# Aromiella fruhstorferi
Aromiella fruhstorferi là một loài bọ cánh cứng trong họ Cerambycidae.